# América Invertida

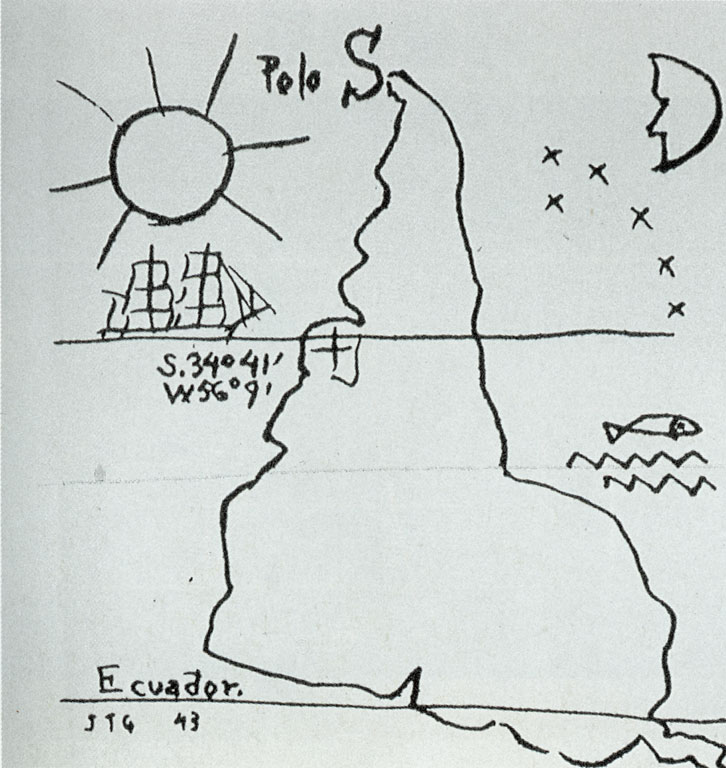

América Invertida é um desenho de caneta e tinta de 1943 do artista hispano-uruguaio Joaquín Torres García.
A imagem apresenta uma representação da América do Sul virada de sua representação padrão e, em vez disso, orientada com o sul no topo.

## Contexto e propósito
A criação da imagem de Torres García estava ligada a seus esforços para formar uma teoria do "universalismo construtivo", significando a arte contemporânea que foi influenciada pelas tradições dos indígenas americanos.
Com esta representação da América do Sul, Torres García propõe a criação de um movimento artístico latino-americano autônomo. Isso está intimamente relacionado ao seu manifesto "A Escola do Sul", no qual ele afirma: "Eu chamei isso de ‘A Escola do Sul’ porque, na realidade, nosso norte é o sul. Não deve haver norte para nós, exceto em oposição ao nosso sul. Portanto, agora nós viramos o mapa de cabeça para baixo, e então temos uma ideia verdadeira de nossa posição, e não como o resto do mundo deseja. O ponto da América, de agora em diante, para sempre, aponta insistentemente para o sul, nosso norte.”
Críticos interpretaram a imagem como uma obra artística sociopolítica destinada a combater o imperialismo cultural americano e outras normas cartográficas e culturais enraizadas na colonização europeia das Américas.

## Legado
O trabalho tornou-se um ícone da cultura popular uruguaia.